# Fantasy (Schlagerband)

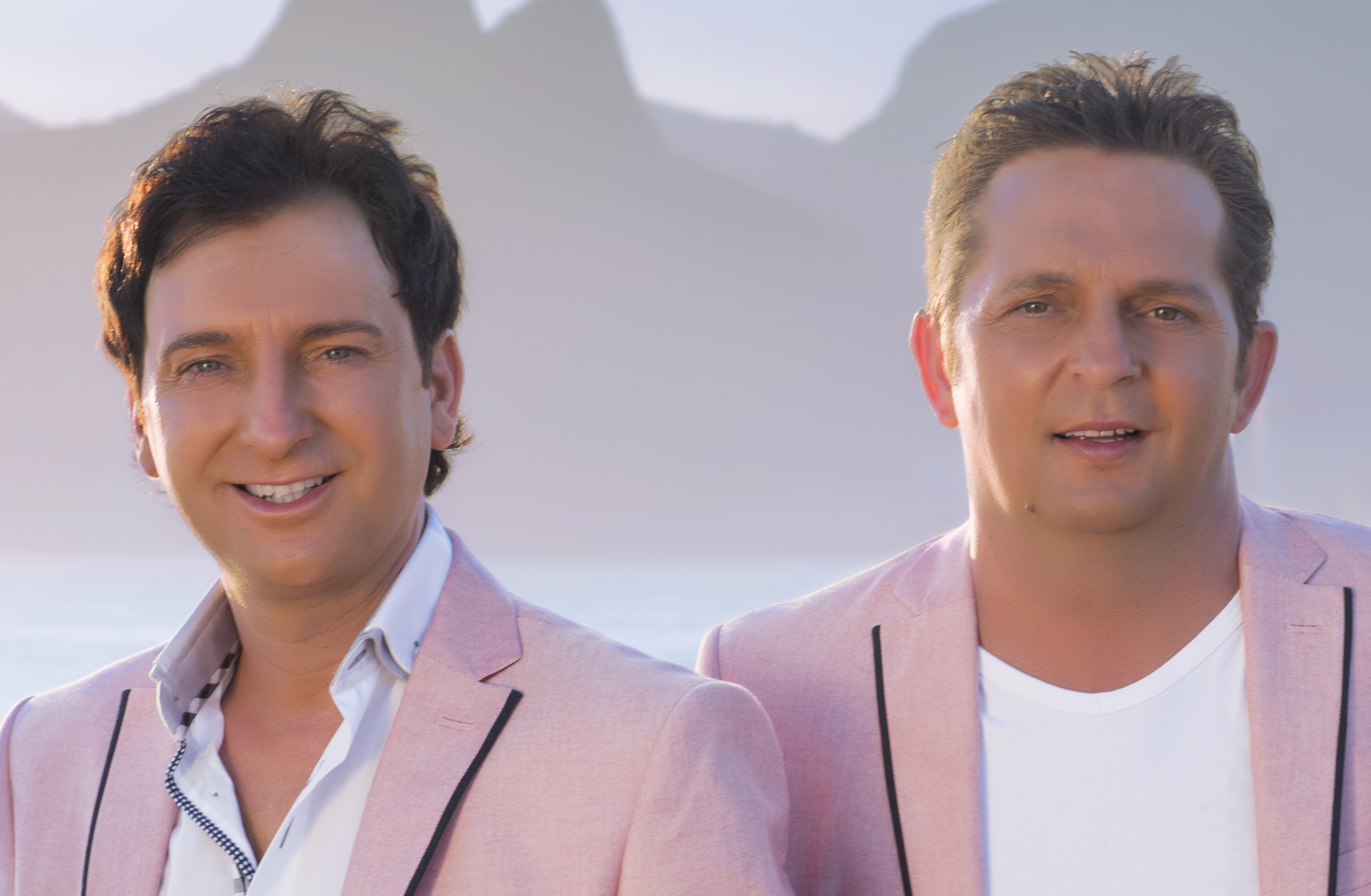
Fantasy (2013)
Fredi Malinowski (li.) und Martin Hein

Fantasy ist ein deutsches Schlager-Duo aus Nordrhein-Westfalen. Es besteht aus den Künstlern Martin Hein alias Martin Marcell und Fredi Malinowski alias Freddy März.

## Karriere
In den 1990er Jahren beschloss der gelernte Konstruktionsmechaniker Martin Hein, Schlagersänger zu werden. Fünf Jahre trat er unter dem Namen Martin Marcell alleine auf und arbeitete nebenher als Kellner. Dann lernte er etwa 1993 Fredi Malinowski alias Freddy März kennen, der mit dem gleichen Management und den gleichen Produzenten an seinem Solo-Projekt arbeitete und bereits einige kleine Erfolge mit Titeln wie Deine Liebe ist ein Wunder verbuchen konnte.
Bei Auftritten, für die sie beide als Solokünstler engagiert worden waren, sangen sie immer wieder gemeinsam Lieder und wurden immer öfter zusammen gebucht. Im Sommer 1997 traten sie zusammen bei einer Künstlergala auf und veröffentlichten als Schlagerduo unter dem Namen Fantasy wenig später ihre Debütsingle Herz gesucht. Obwohl sie mit Liedern wie Geh mit ihm, Hallelujah und Alle wissen es schon Bekanntheit erlangten, blieb der große Durchbruch aus und ihre ersten beiden Alben Mein schönstes Geschenk (2002) und Alle wissen es schon (2006), beide beim Label Radiola Records der Sängerin Denise erschienen, fanden nur wenig Beachtung. Erst als sie in der zweiten Hälfte der 2000er mehrfach von Andrea Berg für das Vorprogramm ihrer Tourneen engagiert wurden, stellte sich durch die neu gewonnene Bekanntheit der Erfolg ein. Dazu übernahm Bergs Ehemann Ulrich Ferber ihr Management und sorgte für einen Labelwechsel. Die Alben Land in Sicht (2009) und König in der Nacht (2010) wurden von Ariola veröffentlicht und konnten sich in die deutschen und österreichischen Charts platzieren und ihr Best-of-Album 10 Jahre nach ihrer Debütveröffentlichung brachte sie 2012 bis in die Top 20 der Charts und brachte ihnen in Deutschland eine Platinschallplatte und in Österreich Gold ein. Außerdem wurden sie bei der Echoverleihung 2013 für eine Auszeichnung in der Schlager-Kategorie nominiert.
Ihr fünftes Studioalbum Endstation Sehnsucht kam in Deutschland und Österreich in die Top 10 der Charts und brachte erstmals auch eine Platzierung in der Schweiz. Zu Doppelgold kam eine zweite Echo-Nominierung. Vom 26. November 2013 bis 24. Januar 2014 bestritten Fantasy ihre erste eigene Tournee mit über 15.000 Zuschauern bei 17 Auftritten. Im Anschluss an ihre Tournee nahm Fantasy an der Veranstaltungsreihe Die Schlager des Jahres Tour 2014 teil, die sie in fünf Wochen durch 19 deutsche Städte führte. 2014 veröffentlichte das Schlagerduo anlässlich der Fußball-Weltmeisterschaft in Brasilien die Single R. I. O. – Es geht nach Rio de Janeiro. Mit dem Album Eine Nacht im Paradies erreichten sie im Mai 2014 erstmals Platz eins der deutschen und der österreichischen Charts und erneut Gold-Status in beiden Ländern.
Zwei Jahre später veröffentlichte das Duo sein siebtes Studioalbum Freudensprünge. Erstmals arbeiteten sie dabei mit Dieter Bohlen als Produzent zusammen. Auch mit diesem Album erreichten die beiden Platz eins in Deutschland und Österreich. In der Schweiz wurde Freudensprünge auf Platz 3 als Bestplatzierung notiert.
Von 2010 bis 2021 war Andreas Ferber, der Mann von Vanessa Mai und der Stiefsohn von Andrea Berg, Manager des Duos. Langjähriger Produzent der beiden war Michael Dorth. Martin Marcell und Freddy März schreiben ihre Lieder zum größten Teil selbst. Mit über 200 Auftritten pro Jahr gehörten Fantasy (Stand 2014) zu den am häufigsten gebuchten Schlagerinterpreten.
Der Sohn von Freddy März, Sandro, ist auch Schlagersänger.
Am 7. April 2017 erschien ihr achtes Album Bonnie & Clyde. Im selben Jahr feierten Fantasy 20-jähriges Bühnenjubiläum. Die nachfolgenden Alben Casanova (2019) und 10.000 bunte Luftballons (2020) erreichten beide Platz 1 der deutschen Albumcharts.
Mit einem Remix des Songs "Wild Boys" nahmen Fantasy am 15. Mai 2021 am Free European Song Contest 2021 für Polen teil.

## Mitglieder

### Martin Hein
Der am 12. Januar 1971 geborene Hein trat zunächst als Solosänger unter dem Namen Martin Marcell auf. Hein wurde in Polen geboren und kam mit zwölf Jahren nach Deutschland. Er wohnt in Berlin und war mit der Schlagersängerin Tanja Lasch verheiratet. Sie haben ein gemeinsames Kind. Im November 2017 wurde bekannt, dass sich Marcell und Lasch getrennt und die Scheidung eingereicht haben.

### Fredi Malinowski
Fredi Malinowski wurde am 11. März 1971 in Essen geboren und trat zunächst als Solosänger unter dem Namen Freddy März auf. März lebt in Essen. Er hat drei Kinder aus einer geschiedenen Ehe, von denen Sandro Malinowski an der 13. Staffel von Deutschland sucht den Superstar teilnahm. Im September 2017 machte März seine Beziehung zu einem Mann öffentlich, den er Ende September 2018 heiratete.
März arbeitet auch als Texter für andere Musiker. Er ist unter anderem Koautor von Wolkenfrei und Vanessa Mais Du bist mein Highlight (No puedo estar sin ti).

## Diskografie
Studioalben

| Jahr | Titel Musiklabel                       | Höchstplatzierung, Gesamtwochen, AuszeichnungChartplatzierungen (Jahr, Titel, Musiklabel, Platzierungen, Wochen, Auszeichnungen, Anmerkungen) | Höchstplatzierung, Gesamtwochen, AuszeichnungChartplatzierungen (Jahr, Titel, Musiklabel, Platzierungen, Wochen, Auszeichnungen, Anmerkungen) | Höchstplatzierung, Gesamtwochen, AuszeichnungChartplatzierungen (Jahr, Titel, Musiklabel, Platzierungen, Wochen, Auszeichnungen, Anmerkungen) | Anmerkungen                                                |
| Jahr | Titel Musiklabel                       | DE | AT | CH | Anmerkungen                                                |
| ---- | -------------------------------------- | --- | --- | --- | ---------------------------------------------------------- |
| 2002 | Mein schönstes Geschenk Radiola (DA)   | — | — | — | Erstveröffentlichung: 2002                                 |
| 2006 | Alle wissen es schon Radiola (DA)      | — | — | — | Erstveröffentlichung: 30. Juni 2006                        |
| 2009 | Land in Sicht Ariola (Sony BMG)        | DE88 (1 Wo.)DE | AT51 (1 Wo.)AT | — | Erstveröffentlichung: 19. Juni 2009                        |
| 2010 | König in der Nacht Ariola (Sony)       | DE38 (2 Wo.)DE | AT49 (2 Wo.)AT | — | Erstveröffentlichung: 27. August 2010                      |
| 2013 | Endstation Sehnsucht Ariola (Sony)     | DE3 Gold · (27 Wo.)DE | AT6 Gold · (29 Wo.)AT | CH39 (4 Wo.)CH | Erstveröffentlichung: 15. März 2013 Verkäufe: + 107.500    |
| 2014 | Eine Nacht im Paradies Ariola (Sony)   | DE1 ×3Dreifachgold · (27 Wo.)DE | AT1 Gold · (41 Wo.)AT | CH6 (13 Wo.)CH | Erstveröffentlichung: 2. Mai 2014 Verkäufe: + 307.500      |
| 2016 | Freudensprünge Ariola (Sony)           | DE1 Gold · (32 Wo.)DE | AT1 Platin · (40 Wo.)AT | CH3 (16 Wo.)CH | Erstveröffentlichung: 19. Februar 2016 Verkäufe: + 115.000 |
| 2017 | Bonnie & Clyde Ariola (Sony)           | DE3 Gold · (29 Wo.)DE | AT2 Gold · (54 Wo.)AT | CH4 (22 Wo.)CH | Erstveröffentlichung: 7. April 2017 Verkäufe: + 107.500    |
| 2019 | Casanova Ariola (Sony)                 | DE1 (14 Wo.)DE | AT5 (10 Wo.)AT | CH1 (10 Wo.)CH | Erstveröffentlichung: 6. September 2019                    |
| 2020 | 10.000 bunte Luftballons Ariola (Sony) | DE1 (11 Wo.)DE | AT1 (9 Wo.)AT | CH2 (9 Wo.)CH | Erstveröffentlichung: 24. Juli 2020                        |
| 2022 | Lieder unseres Lebens Ariola (Sony)    | DE2 (5 Wo.)DE | AT1 (7 Wo.)AT | CH3 (5 Wo.)CH | Erstveröffentlichung: 18. Februar 2022                     |
| 2023 | Mitten im Feuer Telamo (WMG)           | DE1 (10 Wo.)DE | AT2 (7 Wo.)AT | CH2 (4 Wo.)CH | Erstveröffentlichung: 13. Januar 2023                      |
| 2024 | Phönix aus der Asche Telamo (WMG)      | DE1 (7 Wo.)DE | AT1 (8 Wo.)AT | CH5 (4 Wo.)CH | Erstveröffentlichung: 19. Januar 2024                      |
| 2025 | Willkommen im Wunderland Telamo (WMG)  | DE1 (4 Wo.)DE | AT1 (… Wo.)AT | CH4 (1 Wo.)CH | Erstveröffentlichung: 21. März 2025                        |

## Auszeichnungen
- Die Eins der Besten
  - 2017: in der Kategorie „Duo des Jahres“
  - 2018: in der Kategorie „Duo des Jahres“
  - 2019: in der Kategorie „Duo des Jahres“

- smago! Award
  - 2017: in der Kategorie „Erfolgreichstes Schlager-Duo Deutschlands 2016“